# 후쿠이현 제2구
후쿠이현 제2구(일본어: 福井県第2区)는 일본의 중의원 선거구이다. 1994년 공직선거법이 개정되면서 신설되었다.

## 지역
- 쓰루가시
- 오바마시
- 사바에시
- 에치젠시
- 이마다테군
- 난조군
- 뉴군
- 미카타 군
- 오이군
- 미카타카미나카군

## 역대 국회의원
- 마키노 다카모리 (소속 정당: 자유민주당, 임기: 1996년 ~ 2003년)
- 야마모토 다쿠 (소속 정당: 자유민주당, 임기: 2003년 ~ 2014년)
- 다카기 쓰요시 (소속 정당: 자유민주당, 임기: 2014년 ~ 현재)